# Our Last Summer
"Our Last Summer" is een single van de Zweedse popgroep ABBA. De single is afkomstig van hun album Super Trouper. Het lied is geschreven door Benny Andersson en Björn Ulvaeus.
De opnames voor het lied begonnen op 4 juni 1980 in de Polar Music Studios. Het lied wordt voornamelijk gezongen door Anni-Frid Lyngstad. Tijdens de brug is op de achtergrond de melodie van het musicallied 'Anthem' uit Chess te horen. Andersson en Ulvaeus werkten al enkele jaren aan deze melodie voordat het in de musical werd verwerkt.
Ulvaeus inspireerde het lied deels op een eigen tocht naar Parijs als tiener.

## Trivia
Het lied is verwerkt in de musical Mamma Mia!. Scenarioschrijver Catherine Johnson baseerde de naam en het beroep van het personage "Harry Bright" op de tekst van het lied (in het laatste couplet wordt gezongen dat de man met wie de zangeres haar zomer in Parijs doorbracht nu in een bank werkt en Harry heet). In de musical wordt het lied gezongen door Harry en Donna die terugblikken op hun laatste zomer samen.
Het lied is ook in de verfilming van de musical verwerkt, maar wordt hierin gezongen door Sophie, met tussendoor stukken tekst van Harry, Sam, Bill en Donna. In deze versie vertellen alle drie de mannen Sophie hoe ze hun laatste zomer met haar moeder doorbrachten.